# 11-cetotestosterona
La 11-cetotestosterona es una forma oxidada de la testosterona que contiene un grupo cetona en la posición-11. Está relacionada con la adrenosterona, un andrógeno encontrado en pequeñas cantidades en los seres humanos. En los peces, la 11-cetotestosterona funciona como la hormona sexual androgénica endógena.
Es una variación de la testosterona que producen los mamíferos y los humanos.